# 呼和浩特市人民政府
呼和浩特市人民政府（西里尔文：Хөххотын ардын засгийн газар），简称呼和浩特市政府，是中华人民共和国内蒙古自治区呼和浩特市的地方国家行政机关，位于呼和浩特市赛罕区新华东街，行政级别为地级市。呼和浩特市人民政府在业务上接受内蒙古自治区人民政府的直接领导，在党务上接受中共呼和浩特市委领导，其主要领导及各组成部门主要负责人由呼和浩特市人民代表大会及其常务委员会产生。

## 机构设置

### 组成部门
- 呼和浩特市人民政府办公室
- 呼和浩特市发展和改革委员会
- 呼和浩特市教育局
- 呼和浩特市科学技术局
- 呼和浩特市工业和信息化局
- 呼和浩特市民族事务委员会
- 呼和浩特市公安局
- 呼和浩特市民政局
- 呼和浩特市司法局
- 呼和浩特市财政局
- 呼和浩特市人力资源和社会保障局
- 呼和浩特市自然资源局
- 呼和浩特市生态环境局
- 呼和浩特市住房和城乡建设局
- 呼和浩特市交通运输局
- 呼和浩特市水务局
- 呼和浩特市农牧局
- 呼和浩特市商务局
- 呼和浩特市文化旅游广电局
- 呼和浩特市卫生健康委员会
- 呼和浩特市退役军人事务局
- 呼和浩特市应急管理局
- 呼和浩特市审计局
- 呼和浩特市外事办公室

### 直属特设机构
- 呼和浩特市国有资产监督管理委员会

### 直属机构
- 呼和浩特市市场监督管理局
- 呼和浩特市体育局
- 呼和浩特市统计局
- 呼和浩特市林业和草原局
- 呼和浩特市国防动员办公室
- 呼和浩特市医疗保障局
- 呼和浩特市信访局
- 呼和浩特市城市管理局
- 呼和浩特市行政审批和政务服务局
- 呼和浩特市投资促进局
- 呼和浩特市公共资源交易监督管理局
- 呼和浩特市大数据管理局
- 呼和浩特市机关事务管理局

### 事业单位
- 国家税务总局呼和浩特市税务局
- 呼和浩特市气象局
- 呼和浩特市土地收购储备交易中心